# Kanał Rypinkowski
Kanał Rypinkowski (dawniej Topielec) – kanał wodny w Kaliskim Węźle Wodnym, wybudowany w latach 1842–1843 według projektu Teodora Urbańskiego, kanał ulgi dla Prosny, przeprowadza wody wezbraniowe przez Kalisz na południe od Śródmieścia; kanałem biegnie wodny szlak turystyczny.